# Ordem de Montesa

Cruz de São Jorge de Montesa.

A Ordem de Nossa Senhora de Montesa foi uma ordem militar cristã, limitada territorialmente ao Reino de Aragão.

## História

### Antecedentes: os Templários
A Ordem dos Templários foi recebida com entusiasmo em Aragão desde a sua fundação em 1128. Quando de seu falecimento, em 1134, Afonso I de Aragão, sem herdeiros diretos, havia repartido em testamento os domínios de seu reino entre os Templários, os Hospitalários e a Ordem do Santo Sepulcro, mas o testamento foi contestado e, após nove anos de negociação com o Papado e a nobreza, um acordo foi concluído em 1143. Por ele, os Templários recebiam numerosas fortificações, juntamente com consideráveis vantagens fiscais e financeiras. Entre as primeiras, encontrava-se o Castelo de Monzón.

### A criação da Ordem de Montesa
Apesar do ramo Aragonês da Ordem ter sido declarado inocente no famoso julgamento dos Templários, a bula do Papa Clemente V que suprimia a Ordem também lhe foi aplicada, apesar dos protestos do rei Jaime II de Aragão em 1312.
O soberano então solicitou ao Papa que lhe cedesse todas as rendas que aqueles auferiam em Aragão e Valência, para com elas formar uma nova Ordem Militar, com a responsabilidade de defesa das fronteiras contra o mouros e os piratas.
O pedido não foi atendido pelo pontífice, vindo a sê-lo no de seu sucessor, o Papa João XXII. A nova ordem foi dedicada a Nossa Senhora. O Papa aprovou a criação em 10 de Junho de 1317, e deu-lhe a regra da Ordem de Cister. O nome da Ordem deriva de São Jorge de Montesa, o seu principal bastião. Era filiada, e manteve-se na dependência, da Ordem de Calatrava, de onde vieram os seus dez primeiros cavaleiros.
O primeiro dos seus catorze grandes mestres foi Guillermo de Eril. Em 1485, Filipe de Viana renunciou à Arquidiocese de Palermo para se tornar grão-mestre da Ordem. Veio a perecer em combate contra o Reino de Granada em 1488. A função de Grão-Mestre foi unida à Coroa com Filipe II de Espanha, em 1587.

## Lista de Grão-Mestres da Ordem
- Guillermo de Eril (1319-1319)
- Arnaldo de Soler (1319-1327)
- Pedro de Thous (1327-1374)
- Alberto de Thous (1374-1382)
- Berenguer March (1382-1409)
- Romero de Corbera (1410-1445)
- Gilaberto de Monsavin (1445-1453)
- Luis Despuig (1453-1482)
- Felipe Vivas de Cañamanes y Boll (1482-1484)
- Felipe de Aragón y Navarra (1484-1488)
- Felipe Vivas de Cañamanes y Boll (1488-1492)
- Francisco Sanz (1493-1506)
- Francisco Bernardo Despuig (1506-1537)
- Francisco Llansol de Romani (1537-1544)
- Pedro Luis Garcerán de Borja (1545-1587)
- Reis de Espanha (1587-...)